# 2010年6月臺灣
| << | 2010年6月 （民國99年） | >> |    |    |    |    |
| \| 日 \| 一 \| 二 \| 三 \| 四 \| 五 \| 六 \| \| \| \| 1 \| 2 \| 3 \| 4 \| 5 \| \| 6 \| 7 \| 8 \| 9 \| 10 \| 11 \| 12 \| \| 13 \| 14 \| 15 \| 16 \| 17 \| 18 \| 19 \| \| 20 \| 21 \| 22 \| 23 \| 24 \| 25 \| 26 \| \| 27 \| 28 \| 29 \| 30 \| \| \| \| \| \| \| \| \| \| \| \| |                        |    |    |    |    |    |
| 臺灣新聞動態／維基新聞 |                        |    |    |    |    |    |
| 世界／中国大陆／臺灣 |                        |    |    |    |    |    |
| 日 | 一                     | 二 | 三 | 四 | 五 | 六 |
| |                        | 1  | 2  | 3  | 4  | 5  |
| 6 | 7                      | 8  | 9  | 10 | 11 | 12 |
| 13 | 14                     | 15 | 16 | 17 | 18 | 19 |
| 20 | 21                     | 22 | 23 | 24 | 25 | 26 |
| 27 | 28                     | 29 | 30 |    |    |    |
| |                        |    |    |    |    |    |

## 6月1日
- 立法院三讀通過工會法修正草案。

NOWnews - 自由時報
- 第30屆台北國際電腦展。

NOWnews - 自由時報

## 6月6日
- 一名連續襲胸又連續被法院釋放的色狼讓屏東縣長治國中展開全校防狼大作戰，師生昨天欣聞檢方再次聲押襲胸狼，但高興不到2小時，獲悉法官又將他責付給家屬帶回，家長和師生群情激憤。自由時報
- 位於台北市萬華區成都路的台北市最後一家正統民歌西餐廳「木吉他民歌西餐廳成都店」結束營業。

## 6月8日
- 陳水扁被控涉入外交弊案，一審判決無罪，判決書以嚴厲語氣批評特偵組這項起訴，指責該案起訴書任意拼湊犯罪情節、毫無可信之處[1]。

## 6月9日
- 由於土地徵收不順，6月9日凌晨，苗栗縣政府動員200多名警力、20輛怪手和鏟土機，在大埔田間把即將收成稻作一律剷平，在農村是相當犯忌的動作，也是犯罪行為，而後不論藍綠媒體都隻字未提。居民只好自力救濟，透過網路將消息傳出去。NewsTalk（页面存档备份，存于）、公民新聞（页面存档备份，存于）、民進黨新聞稿

## 6月11日
- 扁家四大弊案二審宣判，陳水扁、吳淑珍兩人由無期徒刑改判各20年有期徒刑，罰金由2億及3億改為1.7億及2億。自由時報[]

## 6月14日
- ECFA早收清單談判已經告一段落，清單已初具雛形、但尚未公布，只是目前台灣藍綠媒體的報導指出，馬英九政府宣傳需要關稅減免以獲利的工具機、汽車、石化業談判初步結果對台灣不利。工商時報[永久]、中時電子報、中廣、NOWnews（页面存档备份，存于）

## 6月18日
- 臺灣高等法院今日裁定，由於陳水扁所犯為10年以上有期徒刑之重罪，加上瑞士二千一百萬美金仍有五百多萬未匯回，仍有逃亡之虞，因此再延押兩個月。被告可在五日內提出抗告。臺灣高等法院新聞稿（页面存档备份，存于）

## 6月19日
- 公平交易委員會向原子能委員會查證，得到市面上號稱水晶能降輻射的廣告，無相關原理可以佐證，要求販賣水晶與網拍業者自律，否則將以涉及虛偽不實，開罰不實廣告最高一億元。

NOWnews - 自由時報

## 6月22日
- 民主進步黨鄉鎮市區級黨部，依《民主進步黨黨章》第九條規定自本日起停止運作。

## 6月24日
- ECFA早收清單公布，《自由時報》宣稱，馬政府所宣傳的工具機、汽車、石化等產業過半產值及重點產品未列入台灣的早收清單，口惠而實不至。自由時報

## 6月26日
- 泛綠舉行反ECFA遊行，前總統李登輝喊出「棄馬保台」口號。自由時報[]

## 6月28日
- 苗栗縣政府又派員警及怪手挖人農田。現場照片-1現場照片-2現場照片-3公民新聞（页面存档备份，存于）
- 桃園機場二期航站D6空橋垮了，無人傷亡。蘋果日報即時新聞

## 6月30日
1. ↑  蘋果日報